# Monitorul Oficial al Republicii Moldova
Monitorul Oficial al Republicii Moldova este unica publicație oficială de stat a Republicii Moldova, structură publică de interes național, care asigură publicarea legii ce trebuie cunoscută și aplicată întocmai de către autorități și cetățeni, înlesnește în permanență cunoașterea exactă și rapidă a actelor oficiale, contribuind astfel la consolidarea statului de drept.
În conformitate cu prevederile Legii nr.173-XIII din 06.07.1994 „privind modul de publicare și intrare în vigoare a actelor oficiale”, în Monitorul Oficial publică legile, hotărîrile Parlamentului Republicii Moldova, decretele Președintelui Republicii Moldova, hotărîrile și dispozițiile Guvernului Republicii Moldova, ale Curții Constituționale și ale Curții de Conturi, actele normative ale organelor centrale de specialitate ale administrației publice, ale Băncii Naționale a Moldovei și ale Comisiei Naționale a Pieței Financiare. Monitorul Oficial al Republicii Moldova este editat de Agenția Națională de Presă „Moldpres”, în limba de stat cu traducere în limba rusă și în alte limbi conform legislației. În caz de necesitate, în Monitorul Oficial se publică și alte acte oficiale.
Actele oficiale pot fi publicate în alte ediții periodice, difuzate la radio, la televiziune și prin Internet, numai cu trimitere la Monitorul Oficial.
Pentru publicarea actelor oficiale nu se încasează plată. Monitorul Oficial se distribuie prin abonament și prin vânzare liberă.
Legile promulgate de Președintele Republicii Moldova și decretele pentru promulgarea acestora se remit de către Președinte, în termen de 3 zile de la data semnării, Agenției Naționale de Presă „Moldpres” pentru publicarea lor în Monitorul Oficial și Centrului de Informații Juridice pentru publicarea lor în Registrul de stat al actelor juridice al Republicii Moldova. Celelalte acte oficiale specificate mai sus se remit pentru publicare de către autoritățile care le-au adoptat sau le-au emis, în termen de 3 zile de la data semnării. Actele oficiale se publică în Monitorul Oficial în termen de 7 zile de la data primirii lor de către Agenția Națională de Presă „Moldpres”, iar în Registrul de stat al actelor juridice al Republicii Moldova - în termen de 3 zile de la data publicării lor în Monitorul Oficial.
Actele oficiale intră în vigoare la data publicării în Monitorul Oficial sau la data indicată în text. Actele oficiale ce intră în vigoare la data prevăzută în textul actului respectiv se publică în Monitorul Oficial în termen de 10 zile de la data adoptării.
Textele tratatelor internaționale ale Republicii Moldova care au intrat în vigoare, textele integrale ale anexelor și documentelor aferente, rezervele sau declarațiile Republicii Moldova, efectuate la momentul semnării, ratificării, aderării, acceptării sau aprobării, precum și actele referitoare la suspendarea, denunțarea sau stingerea tratatelor internaționale se publică, în termen de o lună după intrarea lor în vigoare, în ediții oficiale speciale ale Monitorului Oficial. Actele normative care atestă intrarea în vigoare a tratatelor internaționale se publică în Monitorul Oficial conform legislației. În cazul când tratatul internațional nu conține un text autentic în limba de stat, se prezintă spre publicare textul autentic al acestuia într-o limbă străină și traducerea oficială în limba de stat, exactitatea traducerii fiind certificată de Ministerul Afacerilor Externe.
Rezumatele substanțiale ale deciziilor și hotărîrilor Curții Europene a Drepturilor Omului, inclusiv partea dispozitivă a acestora, pronunțate în cauzele în care Republica Moldova are calitatea de pârât, se publică în Monitorul Oficial al Republicii Moldova, în termen de o lună după intrarea în vigoare a deciziilor și hotărîrilor menționate.
Actele internaționale intră în vigoare după schimbul instrumentelor de ratificare sau după remiterea actelor aprobate depozitarului spre păstrare în conformitate cu normele de drept internațional sau în alt mod și termen stabilite de părțile contractante.
Actul oficial al cărui conținut constituie secret de stat intră în vigoare la data adoptării sau la data prevăzută în el și se comunică numai instituțiilor interesate. În cazul în care unele titluri, capitole, articole ale actului oficial conțin secret de stat, acestea se omit la publicare, în locul lor indicîndu-se: “Secret de stat”.
Rectificările la actele oficiale publicate în Monitorul Oficial se publică tot acolo de către Agenția Națională de Presă “Moldpres” în baza demersului scris al autorității care a adoptat sau a emis actele în cauză, în termen de 3 zile de la data prezentării demersului. Demersul respectiv se transmite concomitent și Centrului de Informații Juridice pentru publicarea rectificărilor în Registrul de stat al actelor juridice al Republicii Moldova.
Monitorul Oficial apare periodic, cel puțin o dată pe săptămână și este alcătuit din următoarele cinci părți:
- partea I - legile, hotărârile Parlamentului, decretele Președintelui Republicii Moldova, actele Curții Constituționale și ale Curții de Conturi, actele internaționale și rapoartele Centrului pentru Drepturile Omului;
- partea a II-a - hotărârile și dispozițiile Guvernului cu caracter normativ;
- partea a III-a - actele normative ale organelor centrale de specialitate ale administrației publice și Băncii Naționale a Moldovei;
- partea a IV-a - informația cu privire la înregistrarea, sistarea și încetarea activității partidelor, altor organizații social-politice și a organizațiilor obștești, precum și a agenților economici, informația privind aplicarea conform legii a procedurii falimentului întreprinderilor și organizațiilor;
- partea a V-a - cereri de dobândire sau de renunțare la cetățenia Republicii Moldova, anunțuri privind pierderi de acte care atestă dreptul de proprietar, starea civilă, profesia și studiile, precum și pierderea legitimației de serviciu ș.a.[2]

Guvernul Republicii Moldova s-a angajat să asigure accesul liber și gratuit prin intermediul rețelei Internet la toate actele legislative și normative publicate după 23 iunie 1990, precum și actualizarea acestora în măsura modificării și completării lor.
Și în România există Monitor Oficial, având aceeași natură.